# Gustaf Mikaelsson
Gustaf Mikaelsson, född 23 december 1884 i Borgsjö socken, död 25 februari 1968 i Stockholm, var en svensk lärare och matematiker.
Gustaf Mikaelsson var son till hemmansägaren Carl-Gustaf Mikaelsson. Han avlade mogenhetsexamen i Sundsvall 1905 och studerade därefter vid Uppsala universitet där han blev filosofie magister 1909, filosofie licentiat 1918 och filosofie doktor 1920. Mikaelsson var docent i matematik vid Uppsala universitet 1920–1924. Han tjänstgjorde vid Folkskoleseminariet i Uppsala 1913–1917, blev 1923 lektor i matematik och fysik vid Högre allmänna läroverket i Norrköping och var från 1939 rektor vid Nya elementarskolan i Stockholm. Mikaelsson utgav Sur la nature analytique des solutions des équations linéaires aux dérivées partielles à caractéristique multiple (hans doktorsavhandling). Mikaelssons innehade flera kommunala förtroendeuppdrag i Norrköping.